# Institut national des droits humains
 (octobre 2015).
Si vous disposez d'ouvrages ou d'articles de référence ou si vous connaissez des sites web de qualité traitant du thème abordé ici, merci de compléter l'article en donnant les références utiles à sa vérifiabilité et en les liant à la section « Notes et références ».
L'Institut national des droits humains (INDH) est un organisme national de droits humains chilien, créé comme une corporation autonome de droit public par la loi 20 405. 
Il se charge de la promotion et protection des droits humains des habitants du pays établis dans les normes constitutionnelles et légales ; dans les traités internationaux souscrits et ratifiés par le Chili et que se trouvent en vigueur, ainsi que les emanados[Quoi ?] des principes généraux du droit, reconnus par la communauté internationale. Il se domicilie dans la ville de Santiago.